# Markayankottai
Markayankottai (o Markeyankottai) è una suddivisione dell'India, classificata come town panchayat, di 5.829 abitanti, situata nel distretto di Theni, nello stato federato del Tamil Nadu. In base al numero di abitanti la città rientra nella classe V (da 5.000 a 9.999 persone).

## Geografia fisica
La città è situata a 09° 51' 29 N e 77° 22' 02 E.

## Società

### Evoluzione demografica
Al censimento del 2001 la popolazione di Markayankottai assommava a 5.829 persone, delle quali 2.924 maschi e 2.905 femmine. I bambini di età inferiore o uguale ai sei anni assommavano a 582, dei quali 306 maschi e 276 femmine. Infine, coloro che erano in grado di saper almeno leggere e scrivere erano 3.866, dei quali 2.208 maschi e 1.658 femmine.